# Escudo de armas del Estado Miranda
El Escudo de Armas del Estado Miranda, de Venezuela, está dividido en dos cuarteles desiguales. 
- En el cuartel superior se puede ver un barco navegando a velas desplegadas en su totalidad en un mar azul en dirección a las costas de la patria. Tiene fondo amarillo y representa el comercio. Asimismo, se contiene una curiara con dos indígenas delante del barco, en representación del Cacique Guaicaipuro y sus guerreros.

- En el cuartel inferior aparece el río Tuy, sus campos y prados con reses pastando de pie en el suelo fértil mirandino. Al fondo se puede ver una silueta de la sierra de la costa con el Cerro El Ávila, Silla del Ávila que mira sobre Caracas. También cuenta con una estrella blanca de cinco puntas que representa la paz y ella irá sobre el fondo rojo y simboliza la soberanía, aspiración máxima de los pueblos.

- El escudo irá coronado con dos cornucopias derramando sobre el suelo los frutos de la abundancia que representa el desarrollo endógeno del estado. En color rojo y hacia abajo la caña de azúcar y, el cafeto junto al cacao hacia la derecha.

- El primer tercio de la cinta llevará la inscripción "5 de julio de 1811" cuando se firmó el acta de la Independencia. En el segundo tercio dirá: "1 de febrero de 1817", natalicio de Ezequiel Zamora, quien nació en Cúa, y en el tercio medio "3 de agosto de 1806", fecha en la que desembarcó el Francisco de Miranda en la Vela de Coro.

## Escudo anterior

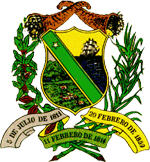
Escudo del Estado Miranda

El escudo de armas del Estado Miranda, fue modificado en 2006 mediante reforma de la Constitución del Estado Miranda y la Ley de Bandera, Escudo, Himno y Sello del estado.
Los cambios se observan mayormente en los colores, que ahora están adaptados a la también recién aprobada bandera del Estado Miranda.
Pero los más importantes se encuentran en las fechas inscritas en las cintas. Anteriormente aparte del 5 de julio de 1811, se mencionaba el comienzo del Guerra Federal el 20 de febrero de 1859, y el 11 de febrero de 1814, fecha en la que el realista Francisco Rosete, ocupó Ocumare del Tuy y pasó a cuchillo a la población. 
En el antiguo escudo se rendía honor a las víctimas de esta masacre, uno de los hechos más sangrientos registrados en la historia de Venezuela.
- Datos: Q5838443